# Snow Creek Falls
Snow Creek Falls é uma  cachoeira localizada no Parque Nacional de Yosemite, Califórnia.